# 파라오의 운하

파라오의 운하의 대략적인 위치

파라오의 운하는 오늘날의 수에즈 운하 인근에 있던 운하로 고대 이집트 시기부터 767년에 폐쇄되기까지 개통과 매몰을 반복하였다.
이미 고대 이집트 제26왕조 네카우 2세(네코 2세, 재위 : BCE 610 - BCE 595)는 지중해-홍해를 잇는 운하 건설을 최초로 시도하여 완성을 눈앞에 두었다. 그러나 신탁에서 운하가 완성되면 적들이 유리하게 이용하리라고 했기 때문에 완성되지 못하고 중지되었다.
당시 무려 14만 명의 사망자를 냈으며, 19세기에 만들어진 수에즈 운하와는 달리 나일강 삼각주의 제일 동쪽 끝에 흐르는 한 지류와 홍해를 연결했다. 네카우는 두 척의 배가 동시에 지날 수 있을 정도로 넓게 판 운하로 지중해와 홍해를 연결해 양쪽 바다의 함대를 통합 운영하려 했다.
역사상 수에즈 운하의 건설 작업은 여러 차례 시도됐으나, 페르시아의 다리우스 1세 (재위 : BCE 550 - BCE 486년 경)가 이집트를 정복한 후 드디어 완성돼 이집트와 페르시아 간 항해가 용이해졌다.
알렉산드로스 대왕의 사후 이집트를 지배한 프톨레마이오스 왕조，로마 제국이 전성기를 구가하던 2세기 초의 트라야누스 황제 시대，초기 이슬람 시대에도 운하가 재개통됐지만 그때마다 침니(沈泥) 현상이 일어나 물길이 다시 막혔다.
767년 알리 이븐 아비 탈리브를 추종하는 세력이 반란을 일으킨 후 폐쇄됐다.